# Mondo TV
Mondo TV è un gruppo di società che opera nel settore audiovisivo, in particolare nell'ambito della animazione. Fondata nel 1985, ha prodotto e distribuito numerosi cartoni animati in Italia e all'estero.
Il gruppo ha come mascotte Winner, il barboncino bianco che appare sul logo e in alcune produzioni del gruppo o come personaggio o come cameo.
La capofila, Mondo TV Spa, è quotata presso la Borsa valori di Milano negli indici FTSE Italia Small Cap e FTSE Italia STAR, ha sede a Roma ed è un gruppo costituito da quattro società operanti in diversi paesi europei.
Con un vasto catalogo di oltre 2.500 episodi e più di 75 lungometraggi animati, il Gruppo è del settore leader in Italia e risulta tra i principali operatori europei nella produzione e distribuzione di serie televisive e film d'animazione per la TV e il cinema. Il gruppo è attivo anche nei settori correlati (distribuzione audiovisiva e musicale, sfruttamento media, editoria e merchandising).
Tuttavia, negli ultimi anni, Mondo TV ha iniziato un percorso di riposizionamento strategico per consolidare la società come una major europea, concentrando i propri sforzi e investimenti principalmente sull'acquisizione di diritti di proprietà intellettuali in grado di generare utili attraverso la distribuzione sui media e il licensing del merchandising.
In tale scia si inserisce la recente co-produzione internazionale avviata per la realizzazione di 26 episodi da 7 minuti della serie "Lola on Board" di Nicola Barile.

## Gruppo
Il gruppo Mondo TV è formato da quattro società:
- Mondo TV (capogruppo)
- Mondo TV France
- Mondo TV Suisse

## Filmografia

### Produzione

#### Lungometraggi
| Titolo originale/alternativo                                                 | Anno | Sceneggiatore | Musicista                              | Regista                        | Studio di co-produzione                                                                      |
| ---------------------------------------------------------------------------- | ---- | --- | -------------------------------------- | ------------------------------ | -------------------------------------------------------------------------------------------- |
| The Young Fisherman and the Black DragonIl pescatore e il giovane drago nero | 1996 | Ho Jong Yon | Chang Myong-Il                         | Kim Jun-Ok Yun Ju Song         | Studio SEK                                                                                   |
| Hua Mulan                                                                    | 1997 | Loris Peota Clelia Castaldo | John Sposito                           | Orlando Corradi                | N/A                                                                                          |
| Il gobbo di Notre DameQuasimodo, il gobbo di Notre Dame                      | 1997 | Loris Peota Clelia Castaldo | John Sposito                           | David Shalita                  | Anima Studios                                                                                |
| Re Davide                                                                    | 1997 | Luciano Scaffa | John Sposito                           | Orlando Corradi                | Hahn Shin Corporation                                                                        |
| Ercole / Hercules - Il film                                                  | 1998 | Loris Peota Clelia Castaldo | John Sposito                           | Peter Choi                     | Hahn Shin Corporation                                                                        |
| Il ladro di Bagdad                                                           | 1998 | Loris Peota Clelia Castaldo | John Sposito                           | Peter Choi                     | Hahn Shin Corporation                                                                        |
| Ulisse                                                                       | 1998 | Loris Peota Clelia Castaldo | John Sposito                           | Peter Choi                     | Hahn Shin Corporation                                                                        |
| La leggenda del Titanic                                                      | 1999 | Loris Peota Clelia Castaldo | John Sposito                           | Kim Jun-Ok Orlando Corradi     | Hollywood Gang Productions Studio SEK                                                        |
| Il principe dei dinosauri                                                    | 2000 | Loris Peota Clelia Castaldo | John Sposito                           | Kim Jun-Ok Orlando Corradi     | Studio SEK                                                                                   |
| Alla ricerca del Titanic / Tentacolino                                       | 2004 | Loris Peota Clelia Castaldo | John Sposito                           | Kim Jun-Ok                     | Studio SEK                                                                                   |
| Carlo Magno                                                                  | 2004 | Luciano Scaffa | John Sposito                           | Il Nam Kim                     | Hahn Shin Corporation                                                                        |
| Turandot                                                                     | 2004 | Luciano Scaffa Guerrino Gentilini | Natale Massara                         | Il Nam Kim                     | Hahn Shin Corporation                                                                        |
| Felix - Il coniglietto giramondo                                             | 2005 | John Patterson Gabriele M. Walther | Danny Chang                            | Giuseppe Maurizio Laganà       | Neue Deutsche Filmgesellschaft mbH Caligari Film GmbH MIM - Mondo Igel Media AG              |
| L'isola degli smemorati                                                      | 2005 | Loris Peota Clelia Castaldo | Dino Morabito Patrizio La Bella        | Kim Hyok                       | Studio SEK                                                                                   |
| Madre Teresa                                                                 | 2005 | Luciano Scaffa | Luis Bacalov                           | Orlando Corradi Jong Song Chol | Studio SEK                                                                                   |
| Natale a New York                                                            | 2005 | Loris Peota Clelia Castaldo | John Sposito                           | Orlando Corradi                | Studio SEK                                                                                   |
| Felix - Il coniglietto e la macchina del tempo                               | 2006 | John Paisley Mark Slater Marlowe Weisman Gabriele M. Walther | Danny Chang                            | Giuseppe Maurizio Laganà       | Neue Deutsche Filmgesellschaft mbH Caligari Film GmbH MIM - Mondo Igel Media AG              |
| Alessandro il Grande                                                         | 2006 | Johnny Hartmann Luciano Scaffa | Gigi Pellegrino                        | Daehong Kim                    | Difarm Inc. Rainbus Studio DSU                                                               |
| Padre Pio                                                                    | 2006 | Luciano Scaffa | Paolo Zavallone Guido De Gaetano       | Orlando Corradi Jang Chol Su   | Studio SEK                                                                                   |
| Genghis Khan                                                                 | 2006 | Luciano Scaffa | Giancarlo Chiaramello                  | Orlando Corradi                | Studio SEK                                                                                   |
| Magic Sport - Il calcio magnetico                                            | 2006 | Marco Beretta Maurizio Forestieri | Roberto Frattini                       | Maurizio Forestieri            | Magic Production Group S.A. Urbis Films Tin House                                            |
| Ramses                                                                       | 2006 | Luciano Scaffa | Gigi Pellegrino                        | Orlando Corradi                | Studio SEK                                                                                   |
| Santa Caterina                                                               | 2006 | Studenti LUMSA: Paola Barchiesi Concepción Serena Belardetti Lorenzo Cimador Alfieri Pasquale Curatola Fabio Di Blasi Giorgio Luppina Costanza Nutini Nicola Pecora Simone Perriccioli Elenora Santini | John Sposito                           | Orlando Corradi                | Studio SEK                                                                                   |
| Sulle ali dei gabbiani - L'isola vola in città                               | 2006 | Loris Peota Clelia Castaldo | Patrizio La Bella Marco Terranera      | Pak Jong Nam Pak Kwang Hyok    | Studio SEK                                                                                   |
| Tom-Tom e Nanà: la Grande Parade des Lapins                                  | 2007 | Benoît Graffin Christophe Poujol | La Belle Équipe                        | N/A                            | Jufox Bayard Presse France 3                                                                 |
| Sant'Antonio                                                                 | 2007 | Johnny Hartmann Luciano Scaffa | Paolo Zavallone                        | Daehong Kim                    | Difarm Inc. Rainbus Studio DSU                                                               |
| Bentornato Pinocchio                                                         | 2007 | Loris Peota Clelia Castaldo | Franco Micalizzi Fabio Massimo Cantini | Orlando Corradi                | Studio SEK                                                                                   |
| Karol                                                                        | 2007 | Francesco Arlanch | Luis Bacalov                           | Orlando Corradi                | Difarm Inc. Rainbus Studio DSU                                                               |
| Magic Sport 2                                                                | 2007 | Luca Blengino Francesco Artibani | Roberto Frattini                       | Maurizio Forestieri            | Magic Production Group S.A. Studio AKOM                                                      |
| Mark Logan / Marc Logan                                                      | 2007 | Claire Paoletti | Stéphane Meere Marc Fournier           | Patrick Claeys                 | Project Images Films Pictor Media                                                            |
| Josemaría Escrivá                                                            | 2008 | Francesco Arlanch | Paolo Zavallone Guido De Gaetano       | Orlando Corradi                | Studio SEK                                                                                   |
| I tre moschettieri                                                           | 2008 | Johnny Hartmann Luciano Scaffa | N/A                                    | Orlando Corradi Jongkwan Lee   | Difarm Inc. Rainbus Studio DSU                                                               |
| Barberbieni                                                                  | 2008 | Jens Maria Merz | Rainer Oleak Gerd Gerdes               | Son Chol Ho                    | AGP - Allgemeine Gemeinnützige Programmgesellschaft mbH MIM - Mondo Igel Media AG Studio SEK |
| La montagna incantata                                                        | 2008 | Ho Jong Yon | Chang Myong-Il                         | Kim Jun-Ok Yun Jun Song        | Studio SEK                                                                                   |
| La regina delle rondini                                                      | 2008 | Jang Chol Su | Kim San Dong                           | Son Jong Kwon Ham Chun-Il      | Studio SEK                                                                                   |
| Angel's Friends - Tra sogno e realtà                                         | 2011 | Francesco Balletta | Danilo Bernardi Giuseppe Zanca         | Orlando Corradi                | Play Entertainment Starbright                                                                |
| Il paradiso può attendere                                                    | 2011 | Fabio Di Ranno Valeria Giasi | John Sposito                           | Orlando Corradi                | Studio SEK                                                                                   |
| Ciao Napoleone                                                               | 2017 | Fabio Di Ranno Valeria Giasi | Dario Vero                             | Fabio Di Ranno                 | N/A                                                                                          |

#### Serie televisive
- Il libro della giungla - 1989–1990 (co-produzione con Nippon Animation e Abdabra Cinematographique S.A.)
- Robin Hood - 1990–1992 (co-produzione con Tatsunoko)
- Cristoforo Colombo - 1992 (co-produzione con Nippon Animation e Abdabra Cinematographique S.A.)
- Biancaneve - 1994–1995 (co-produzione con Tatsunoko)
- Zorro - 1994 (co-produzione con Ashi Productions, Toho e Royal Pictures Company)
- Cenerentola - 1996 (co-produzione con Tatsunoko)
- Gesù - Un regno senza confini (Jesus: A Kingdom Without Frontiers) - 1996 (co-produzione con Antoniano di Bologna, RAI - Radiotelevisione Italiana e Hahn Shin Corporation)
- Simba: è nato un re - 1997 (co-produzione con Studio SEK)
- Il Corsaro Nero - 1998 (co-produzione con Studio SEK)
- Sandokan - La tigre della Malesia - 1998–? (co-produzione con Rai Fiction)
- La leggenda della Bella Addormentata - 1998 (co-produzione con Studio SEK)
- Piccoli super fanta eroi - 1998 (co-produzione con Hahn Shin Corporation)
- Simba Junior ai mondiali di calcio - 1998 (co-produzione con Studio SEK)
- Il grande libro della natura + Animal Games - 1999–2000 (due serie analoghe, co-produzione con Studio SEK)
- Pocahontas - 2000–? (co-produzione con Studio SEK)
- Sandokan - La tigre ruggisce ancora - 2000–? (co-produzione con Rai Fiction)
- Bug's Adventures + Toy Toons - 2000 (due serie analoghe, co-produzione con Studio SEK)
- Dog's Soldiers - 2000
- Roba da gatti! - 2002 (co-produzione con Public & Basic e Hahn Shin Corporation)
- Lettere da Felix - 2002–2007 (co-produzione con Neue Deutsche Filmgesellschaft mbH, Caligari Film GmbH e MIM - Mondo Igel Media AG)
- Frate Fuoco - 2003 (co-produzione con Hahn Shin Corporation)
- L'Antico Testamento - 2003 (co-produzione con Hahn Shin Corporation)
- Turtle Hero - 2003 (co-produzione con Hahn Shin Corporation)
- The Nimbols - 2004–2005 (co-produzione con Traffix Entertainment GmbH e MIM - Mondo Igel Media AG)
- Winner e il bambino della V profezia - 2004 (co-produzione con Studio SEK)
- Farhat - Il principe del deserto - 2005 (co-produzione con Rai Fiction)
- Quo Vadis? - 2005 (co-produzione con Hahn Shin Corporation)
- Spartaco - 2005 (co-produzione con Hahn Shin Corporation)
- L'ultimo dei Mohicani - 2006 (co-produzione con Rai Fiction)
- Mostri & pirati - 2007 (co-produzione con Magic Production Group S.A.)
- La stella di Laura [solo stagione 2-3] - 2007–2010 (co-produzione con MIM - Mondo Igel Media AG e ZDF Enterprises GmbH)
- Sandokan - Le due tigri - 2008–2009 (co-produzione con Rai Fiction)
- Happy Adventures - 2008 (co-produzione con Studio SEK)
- Gawayn [solo stagione 1] - 2009 (co-produzione con Gaumont-Alphanim e Mondo TV France)
- Kim - 2009 (co-produzione con Rai Fiction)
- Gladiatori - Il torneo delle sette meraviglie - 2009–2011 (co-produzione con Rai Fiction)
- Angel's Friends - 2009–2010 (co-produzione con Play Entertainment ed RTI - Reti Televisive Italiane)
- Farhat - Lo scorpione nero - 2009, 2018 (co-produzione con Rai Fiction)
- Cuccioli Cerca Amici - Nel regno di Pocketville - 2010–2011 (co-produzione con MEG e Gruppo Giochi Preziosi)
- Fantasy Island - 2010
- Virus Attack - 2011 (co-produzione con Suk S.r.l.)
- Sherlock Yack - 2011–2012 (co-produzione con Fantasia Animation e Mondo TV France)
- Power Buggz - 2011–2012 (co-produzione con MEG)
- Bondi Band - 2011 (co-produzione con IAM Cartoon Projects, Exim Licensing Group e LedaFilms)
- The Trash Pack - 2011 (co-produzione con Moose Enterprise PTY Ltd)
- Formiche - 2012 (co-produzione con Rai Fiction)
- Dinofroz - 2012–2015 (co-produzione con Giochi Preziosi Group)
- Gormiti - 2012–2013 (co-produzione con Giochi Preziosi Group)
- Playtime Buddies - 2013 (co-produzione con Visual Picnic e Licensing Works!)
- Rikki Tikki Tavi - 2013
- Lulù Brum Brum - 2014 (co-produzione con Aranéo e Mondo TV France)
- Atomicron - 2014–? (co-produzione con Giochi Preziosi Group)
- The Drakers - 2015 (co-produzione con Ferrari S.p.A.)
- Sissi, la giovane imperatrice - 2015–presente (co-produzione con Il Sole di Carta)
- Bat Pat - 2015–2016 (co-produzione con Atlantyca Entertainment e Imira Entertainment)
- Cuore - 2015–2016
- Bug Rangers - 2015 (co-produzione con Animagic Media Group Inc. e Mondo TV Suisse)
- Cat Leo [inedita in Italia] - 2016–presente (co-produzione con Russian Mobile Television)
- L'isola del tesoro - 2016 (co-produzione con Rai Fiction)
- Modhesh[3] [inedita in Italia] - 2016 (co-produzione con DEPE)
- Secret Wings - Pollen Princesses [inedita in Italia] - 2016 (co-produzione con Blonde Pilot e Mondo TV Suisse)
- Beast Keeper - 2017–2018 (co-produzione con Starbright, Ponpoko Productions e Kappa Edizioni)
- Heidi Bienvenida - 2017–2019 (co-produzione con Alianza Producciones e Mondo TV Iberoamerica)
- Robot Trains - 2015–2021 (co-produzione con CJ E&M, 4th Creative Party e Mondo TV Suisse)
- Il piano nella foresta - 2018 (co-produzione con Gaina)
- Nori - Rollercoaster Boy [inedita in Italia] - 2018 (co-produzione con XrisP e Mondo TV Suisse)
- Arriva YooHoo - 2019–presente (co-produzione con Aurora World Corp. e Mondo TV Suisse)
- MeteoHeroes - 2020–presente (co-produzione con Centro EPSON Meteo - Meteo Operations Italia (MOPI) S.r.l.)
- Invention Story - 2020–presente (co-produzione con HeNan York Animation)
- Partidei - 2020 (co-produzione con HeNan York Animation)
- Nina&Olga - 2021 (co-produzione con Enanimation)
- Adventures in Duckport [inedita in Italia] - ?–? (co-produzione con Suzy's Zoo)
- Cuby Zoo [inedita in Italia] - ?–? (co-produzione con Aurora World Corp. e Mondo TV Suisse)
- Eddie Is a Yeti [inedita in Italia] - ?–? (co-produzione con Toon Goggles, Studio56 e Mondo TV Suisse)
- Karamella [inedita in Italia] - ?–? (co-produzione con Majid Entertainment, Abu Dhabi Media e Mondo TV Suisse)
- Kaslan [inedita in Italia] - ?–? (co-produzione con Majid Entertainment, Abu Dhabi Media e Mondo TV Suisse)
- Marcus Level [inedita in Italia] - ?–? (co-produzione con Pictanovo e Mondo TV France)
- Majid [inedita in Italia] - ?–? (co-produzione con Majid Entertainment, Abu Dhabi Media e Mondo TV Suisse)
- Rocky Kwaterner [inedita in Italia] - ?–? (co-produzione con Monello Productions, Peekaboo Animation e Mondo TV France)
- Annie e Carola [inedita in Italia] - ?-? (co-produzione con MB Producciones e RTVE)

### Distribuzione
- 2 amici per la Terra
- A casa di Gloria
- Acqua in bocca
- Amazing History
- Amazing World
- Benedetta
- Brave Soldiers (inedita in Italia)
- Calimero (anime)
- Carnaby Street
- Clic & Kat
- Codice Angelo
- Drago Volante
- Edgar & Ellen
- Eliot Kid
- Gino il pollo
- Gon
- Grachi
- Grisù il draghetto
- Hareport - Leprotti in pista
- Hero Hero-kun (Smettila di farmi ridere)
- Hutos - Quattro amici per giocare!
- I cartoni dello Zecchino d'Oro
- I disastri di Re Artù
- I Saurini e i viaggi del meteorite nero
- I sogni di Giovanna
- Io sono Franky
- Johan Padan a la descoverta de le Americhe
- La famiglia Spaghetti
- La Pimpa
- Le magiche Ballerine Volanti
- Le nuove avventure di Pimpa
- Le olimpiadi delle lumache
- Le straordinarie avventure di Jules Verne
- Loopdidoo
- Lupo Alberto
- Magician - La giustizia non è un trucco
- Nano Invaders
- Papyrus e i misteri del Nilo
- Patatapunfete
- Prince Moon and Princess Sun [film] (inedita in Italia)
- Skunk Fu!
- Sopra i tetti di Venezia
- Spheriks
- Stoked - Surfisti per caso
- Sueña conmigo
- Sulle ali dei Dragon Flyz
- Super Elvis, la stella del rock
- Taco e Paco
- Tiny Planets - Le avventure di Bing e Bong
- Un medico in famiglia
- Vroomiz
- Wicked! - Cattivissimi!
- Wilf apprendista maghetto

## Doro TV Merchandising
Doro TV Merchandising è stata una società italiana di importazione e distribuzione di prodotti audiovisivi giapponesi. Fu fondata nel 1979 da Orlando Corradi e Kenichi Tominaga sull'onda della crescente popolarità degli anime in Italia tra la fine degli anni settanta e l'inizio degli anni ottanta, in particolare sulle reti locali. In precedenza, gli stessi soci avevano fondato nel 1964 la DEA S.n.c., società di distribuzione cinematografica che aveva importato diversi lungometraggi giapponesi.
Collaborando insieme alla Italian TV Broadcasting (ITB), quest'ultima fondata dai soci della Doro nel febbraio del 1980 e da essa incorporata nel 1996, la Doro ha importato in Italia telefilm, telenovelas e, soprattutto, moltissime serie anime.